# Distrito de Pendik

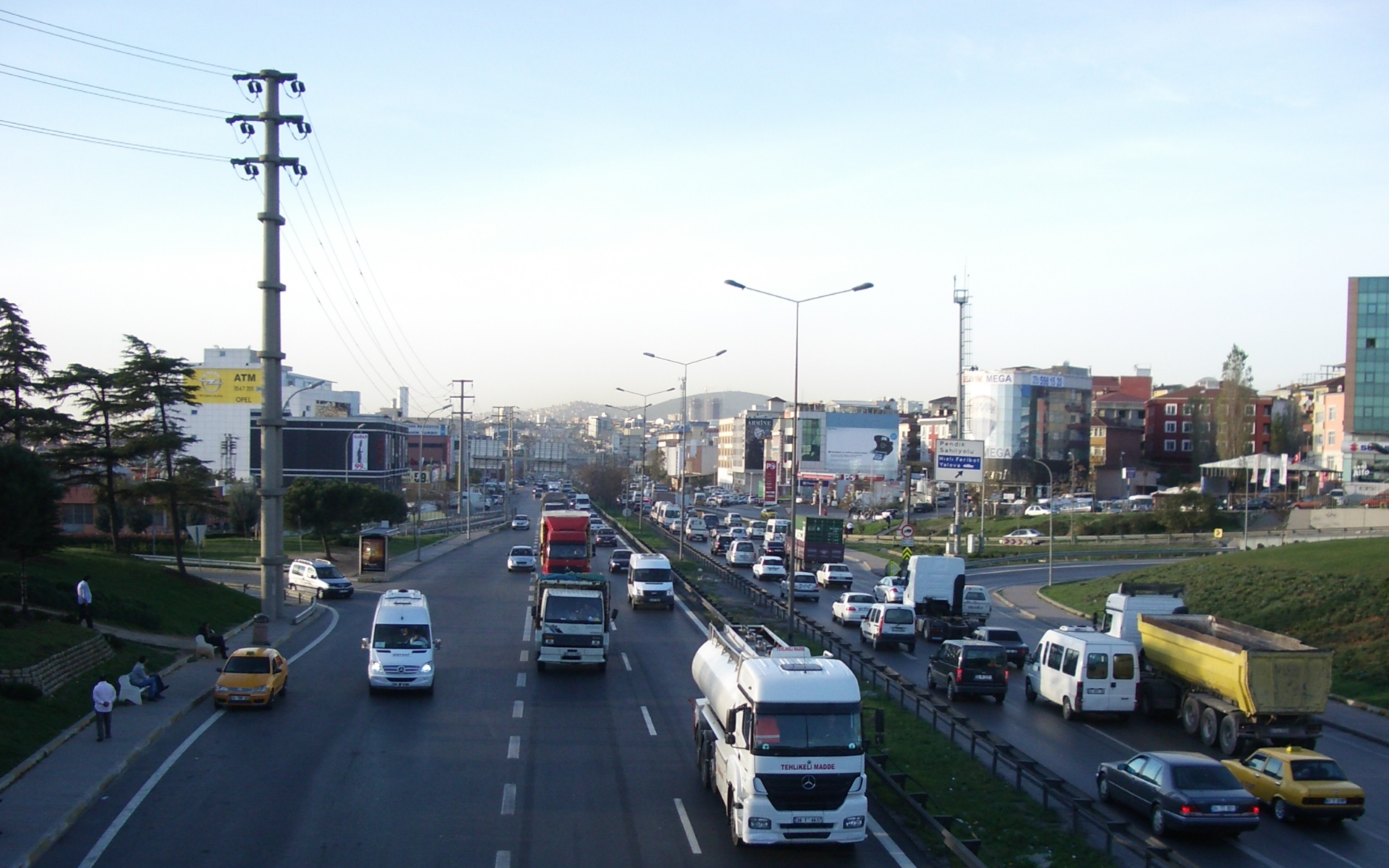
E 5, Pendik.

Pendik es un distrito de Estambul (Turquía), situado en la parte anatolia de la ciudad. Cuenta con una población de 541 619 habitantes (2008).

## Historia
Existen testimonios de asentamientos en Pendik que se remontan a los antiguos macedonios en el II milenio a. C., un asentamiento romano del 753 a. C., y muchas otras ocupaciones.
En 1080, la ciudad fue conquistada por los turcos selyúcidas, y reocupada por los bizantinos en 1086. Durante el periodo bizantino, la zona se conocía con el nombre de Pantikion o Pentikion, y previamente Pantikàpion y Pantikàpeum en griego (ya que la ciudad tenía cinco murallas o cinco puertas). Durante el siglo XX, el distrito se vio salpicado de casas de vacaciones de la población acaudalada de Estambul.

## Pendik en la actualidad
Hasta los años 1970, Pendik era una zona rural alejada de la ciudad. Sin embargo, con el paso del tiempo se fueron construyendo numerosas edificaciones modestas (especialmente hacia la autopista E5) y caros apartamentos con vistas al mar en la costa. Existe una popular área comercial (con un gran mercado al aire libre los sábados), restaurantes y cines.
Pendik está alejado de la ciudad y el transporte público se limita a autobuses, minibuses y trenes a Kadıköy. La carretera de la costa es rápida, aunque no admite transporte público. La zona de Pendik, Tuzla y Gebze tiene un alto nivel de empleo, con un importante desarrollo industrial en los años 1990.
En los años setenta, numerosos refugiados de la guerra de Bosnia se instalaron en el barrio de Sapanbağları. Además de nombrar las calles y tiendas con el nombre de su pueblo en Bosnia, se han mezclado muy bien con el estilo de vida del resto de Pendik.
A finales de los años 1990, se crearon dos centros educativos privados en Pendik, Koç Özel Lisesi y la Universidad de Sabancı. La zona cuenta además con un circuito de Fórmula 1. Existe un barco de alta velocidad que cruza el mar de Mármara hasta Yalova para los que suelen viajar a Bursa y el Egeo. El aeropuerto de Sabiha Gökçen se encuentra relativamente cerca.